# П'єр Дріє ла Рошель
П'єр Дріє ла Рошель (фр. Pierre Drieu la Rochelle; 3 січня 1893 — 15 березня 1945) — французький письменник, автор романів, оповідань і політичних есе. Все життя прожив у Парижі. У 1930-х роках Дріє ла Рошель став прибічником французького фашизму, а під час німецької окупації співпрацював з нацистами.

## Ранні роки
Дріє ла Рошель народився в сім'ї середнього достатку родом з Нормандії, яка на той час проживала в 17-му окрузі Парижа. Його батько був збанкрутілим підприємцем, який одружився з його матір'ю через її придане. Хоча П'єр гарно навчався, він провалив випускний іспит у паризькій Вільній школі політичних наук. Під час Першої Світової Війни був тричі поранений, а його враження від військової служби мали значний вплив на нього і на його подальше життя.
У 1917 році Дріє одружився з Колетт Жерамек, сестрою свого друга-єврея. Шлюб не вдався, і вони розлучилися у 1921 році. Будучи наближеним до рухів дадаїстів, сюрреалістів і комуністів, та товаришуючи з Луї Арагоном у 1920-х роках, він також прихильно ставився до роялістського «Аксьон Франсез», однак відмовлявся приєднатися до будь-якого з цих рухів. 1922 року він видав книгу «Mesure de la France» («Масштаб Франції»), яка не принесла йому широкої популярності. Починаючи з 1930-х років він захопився ідеями фашизму і антисемітизму.
У своїх політичних есе П'єр Дріє ла Рошель стверджував, що парламентаризм спричинив занепад («Decadance») Франції (економічна криза, зниження народжуваності тощо). У творах «Le Jeune Européen» («Європейська молодь», 1927) і «Genève ou Moscou» («Женева чи Москва», 1928) він виступав за сильну Європу і засуджував «декадентський матеріалізм» демократії. Він вважав, що створена європейськими державами федерація могла б стати сильним економічним і політичним союзом, який би протистояв імперіалістичним намірам росіян і американців і був повністю ізольованим від них. У 1939 році він дійшов до думки, що тільки Третій Рейх може досягнути такої автаркії. Задекларувавши в 1928 році свої проєвропейські погляди, він налагодив тісні контакти з організаціями працедавців, зокрема з Ернестом Мерсьє з «Redressement Français», а згодом, наприкінці 1920-х і на початку 1930-х років, з деякими представниками Радикальної партії.

## Фашизм та співпраця з німецькою адміністрацією
У своєму есе «L'Europe contre les patries» («Європа проти вітчизн»), виданому 1931 року Дріє дотримувався анти-гітлерівських поглядів, але вже з 1934 року, особливо після антиурядових виступів 6 лютого 1934 року, організованих французькими ультраправими рухами перед Бурбонським Палацом, а також після візиту до Третього Рейху у вересні 1935 року (де він був свідком з'їзду НСДАП в Нюрнберзі), він почав розглядати нацизм як ліки від «посередності» ліберальної демократії. Після заворушень 6 лютого 1934 року, він став редактором журналу «La Lutte des Jeunes» і відкрито оголосив про свої фашистські погляди. Вже в жовтні 1934 року він видав книгу «Socialisme Fasciste» («Фашистський соціалізм»), яка є втіленням його тогочасних політичних поглядів. У ній він заперечував здатність марксизму вирішити проблеми Франції. Дріє писав, що його надихали ідеї Жоржа Сореля, Фернана Пелутьє, Сен-Сімона, Фур'є і Прудона.
1936 року Дріє Ла Рошель приєднався до Французької народної партії Жака Доріо та до 1939 року був редактором її часопису «L'Emancipation Nationale». У 1937 році у своєму памфлеті «Avec Doriot» він висловив ідею появи самобутнього французького фашизму. У цей час він також писав свій найвідоміший роман «Жиль».
Він підтримував колабораціонізм і німецьку окупацію Північної Франції. В період окупації Парижа Дріє заміщав Жана Полана (якого двічі рятував від рук гестапо) на посаді директора «Нувель ревю франсез» і таким чином став символом культурної співпраці з німецькою окупаційною владою. Ще до початку війни він потоваришував з німецьким послом у Парижі Отто Абецем. Він також був членом комітету Групи Співпраці (Groupe Collaboration). Проте вже в 1943 році він розчарувався в німецькому Новому порядку і почав досліджувати східні релігійні вчення.
Після звільнення Парижа Дріє довелося переховуватись. Незважаючи на протекцію свого друга Андре Мальро, 15 березня 1945 року він скоїв самогубство. Першу спробу покінчити з життям він здійснив ще в липні 1944 року, однак вона виявилась невдалою.

## Основні твори
- Interrogation (1917), збірник віршів
- Etat civil (1921)
- Mesure de la France (1922), есе
- L'homme couvert de femmes (1925), роман
- Le Jeune Européen (1927), есе
- Genève ou Moscou (1928), есе
- Une femme à sa fenêtre (1929), роман
- L'Europe contre les patries (1931), есе
- Le Feu Follet (1931), роман (екранізований 1963 року Луї Малем — «Блукаючий вогник»)
- Drôle de voyage (1933), роман
- La comédie de Charleroi (1934), збірка оповідань
- Socialisme Fasciste (1934), есе
- Beloukia (1936), роман
- Rêveuse bourgeoisie (1937), роман
- Avec Doriot (1937), політичний памфлет
- Жиль (фр. Gilles) (1939), роман
- Ne plus attendre (1941), есе
- Notes pour comprendre le siècle (1941), есе
- Chronique politique (1943), есе
- L'homme à cheval (1943), роман
- Les chiens de paille (1944), роман
- Le Français d'Europe (1944), есе
- Histoires déplaisantes (1963, посмертно), збірка оповідань
- Mémoires de Dirk Raspe (1966, посмертно), роман
- Journal d'un homme trompé (1978, посмертно), збірка оповідань
- Journal de guerre (1992, посмертно), військовий щоденник

## Переклади українською
- П'єр Дріє ла Рошель. Жиль. Роман. Пер. з французької Катерини Пакарець. — Київ: Стилет і стилос, 2024. — 576 с. ISBN 978-617-8393-03-8